# Rhipidoglossum kamerunense
Espèce
Synonymes
- Angraecopsis kamerunensis (Schltr.) R.Rice[1]
- Angraecum kamerunense Schltr.[1]
- Diaphananthe kamerunensis (Schltr.) Schltr.[1]

Rhipidoglossum kamerunense (Schltr.) Garay  est une espèce de plantes de la famille des Orchidaceae selon la classification phylogénétique. 